# 陶城铺魏氏家族墓
陶城铺魏氏家族墓，位于山东省阳谷县阿城镇。是入中华人民共和国山东省省级文物保护单位之一。
2013年，列入第四批山东省文物保护单位，该文物保护单位是一座古墓葬。